# Tamanjaya (Gununghalu)
Tamanjaya is een bestuurslaag in het regentschap Bandung Barat van de provincie West-Java, Indonesië. Tamanjaya telt 6672 inwoners (volkstelling 2010).